# André Gouin
André Gouin (La Palisse, 24 de septiembre de 1955) fue un piloto de motociclismo francés, que compitió en el Campeonato del Mundo de Motociclismo desde 1980 hasta 1982.

## Resultados en el Campeonato del Mundo
Sistema de puntuación desde 1969 hasta 1987:
| Posición | 1.º | 2.º | 3.º | 4.º | 5.º | 6.º | 7.º | 8.º | 9.º | 10.º |
| Puntos   | 15  | 12  | 10  | 8   | 6   | 5   | 4   | 3   | 2   | 1    |

### Carreras por año
(Carreras en negrita indica pole position, carreras en cursiva indica vuelta rápida)
| Año  | Cat.  | Moto       | 1     | 2      | 3      | 4      | 5      | 6       | 7      | 8      | 9      | 10    | 11    | 12      | 13      | 14     | Pts. | Pos. |
| ---- | ----- | ---------- | ----- | ------ | ------ | ------ | ------ | ------- | ------ | ------ | ------ | ----- | ----- | ------- | ------- | ------ | ---- | ---- |
| 1977 | 250cc | Yamaha TZD | VEN - |        | GER -  | NAT -  | ESP -  | FRA DNQ | YUG -  | NED -  | BEL -  | SWE - | FIN - | CZE -   | GBR -   |        | 0    | -    |
| 1977 | 350cc | Yamaha TZD | VEN - |        | GER -  | NAT -  | ESP -  | FRA DNQ | YUG -  | NED -  |        | SWE - | FIN - | CZE -   | GBR -   |        | 0    | -    |
| 1980 | 250cc | Yamaha     | NAT - | ESP 23 | FRA 10 | YUG 18 | NED -  | BEL DNQ | FIN -  | GBR 16 | CZE 8  | GER - |       |         |         |        | 4    | 28.º |
| 1981 | 250cc | Yamaha     | ARG - |        | GER 15 | NAT -  | FRA 13 | ESP -   |        | NED -  | BEL 10 | RSM - | GBR 9 | FIN Ret | SWE Ret | CZE 15 | 3    | 31.º |
| 1982 | 250cc | Yamaha     |       |        | FRA -  | ESP -  | NAT -  | NED -   | BEL 10 | YUG -  | GBR -  | SWE - | FIN - | RSM -   | GER -   |        | 1    | 33.º |